# Rohof

Rohof

Rohof is een buurt in de Nederlandse stad Almelo. De buurt, ten westen van de binnenstad, is voornamelijk gebouwd tussen 1930 en 1960 en ligt aan de oostkant van de wijk Wierdense Hoek. Rohof wordt omsloten door de Wierdensestraat, de binnenstadsring en de spoorlijn.

## Noord en zuid
De Almelose Aa deelt de buurt in een noordelijk en een zuidelijk deel. In het dichtbebouwde zuidelijke deel staan voornamelijk arbeiderswoningen en is er weinig ruimte voor groen, hier zijn het Goossenmaatpark en de Meidoornlaan de opvallendste groenobjecten. Het noordelijke deel is kleiner, maar is het het bomenrijkste deel van Wierdense Hoek, vooral vanwege het park langs de Aa, de Egbert ten Catelaan en het Ten Cateplantsoen. Het deel van de Wierdensestraat tussen Egbert ten Catelaan en Rohofstraat is aangewezen als beschermd stadsgezicht.

## Bewoners
Per 2010 telde de buurt 365 bewoners en 150 huishoudens. Van de bewoners was 7% van westerse en 1% van niet-westerse allochtone afkomst, dus minder dan de helft van het landelijk gemiddelde; dat ligt op 20% allochtone bewoners.

## Voorzieningen
De 150 woningen waren voor het overgrote deel (96%) koopwoningen. De buurt wordt vooral ontsloten door de Rohofstraat en de Willem de Clerqstraat. Station Almelo ligt ruim 200 meter ten noorden van de buurt, en de bewoners wonen gemiddeld op 2,0 km van een snelweg-oprit en op 500 tot 700 meter van voorzieningen zoals kinderdagverblijven, supermarkten en restaurants. In het noordelijke deel liggen enkele sportvelden.
De buurt is overwegend een woonbuurt en kent dus vrij weinig opvallende voorzieningen. Het regionaal opleidingencentrum ROC van Twente is deels gevestigd in de voormalige ijzergieterij van Stork en ligt aan de noordrand van de buurt. Iets ten westen van Rohof ligt Bellinckhof, een landhuis met park in een groene omgeving. Aan de oostkant, tussen Rohof en het centrum, is een Turkse moskee.